# Трибан
Трибан (на словенски: Triban) е село в Словения, Обално-крашки регион, община Копер. Според Националната статистическа служба на Република Словения през 2002 г. селото има 145 жители.